# Gobernador de Amazonas
El gobernador del estado Amazonas, es el jefe ejecutivo de ese estado del sur de Venezuela, se encarga de dirigir la acción del gobierno y es responsable ante el Consejo Legislativo del Estado, al que debe rendir cuentas anualmente.
Debe hacer cumplir la Constitución Nacional y la del Estado Amazonas, y las leyes nacionales y estadales.
El poder ejecutivo del estado está compuesto por el gobernador de Amazonas y un grupo Secretarios Estadales, nombrados por él. El Gobernador es elegido por el pueblo mediante voto directo y secreto para un periodo de cuatro años y con posibilidad de su reelección inmediata para nuevos periodos iguales, siendo el encargado de la administración estadal.
El actual gobernador es Miguel Rodríguez, para el período 2017-2021 por el Partido Socialista Unido de Venezuela (PSUV).
Hasta 1992 los gobernadores de Amazonas eran designados por el presidente de la República, pero ese año se elevó de Territorio Federal a estado a la entidad por lo que se celebraron elecciones para escoger sus autoridades directamente.

## Requisitos
Según el artículo 141 de la Constitución del Estado Amazonas del 2002, para ser Gobernador o Gobernadora de esta entidad se requiere:
- Ser venezolano;
- Ser mayor de veinticinco (25) años de edad; y
- Ser de estado seglar.

## Atribuciones y deberes
Según el artículo 155 de la Constitución del Estado Amazonas del 2002, son atribuciones y deberes del Gobernador de este entidad:
- Cumplir con su juramento de hacer cumplir la Constitución de la República Bolivariana de Venezuela y las Leyes Nacionales, esta Constitución y demás leyes del Estado, sin alterar su espíritu, propósito y razón;
- Dictar los reglamentos que sean necesarios para la mejor ejecución de las leyes estadales, sin alterar su espíritu, propósito y razón;
- Dictar los reglamentos autónomos en materias de la competencia estadal;
- Cumplir y hacer cumplir las decisiones del Poder Nacional, del Consejo Legislativo y de los demás órganos del Poder Estadal;
- Elaborar el Plan Cuadrienal de Desarrollo Económico y Social del Estado, conforme a las orientaciones del Sistema Nacional de Planificación, para ser presentado a consideración ante el Consejo Legislativo, dentro del procedimiento de formación de las leyes;
- Rendir anual y públicamente cuenta financiera, presupuestaria y administrativa de su gestión ante el contralor o contralora General, y presentar un Informe Político Administrativo de la misma ante el Consejo Legislativo y ante el Consejo de Planificación y Coordinación de Políticas Públicas. En la cuenta al contralor o contralora general se incluirá dentro del Balance General el Patrimonio Inmobiliario estadal con valores actualizados;
- Comparecer anualmente al Consejo Legislativo, dentro de los diez (10) primeros días del segundo lapso de sesiones ordinarias, con el objeto de presentar el respectivo Proyecto de Ley de Presupuesto de Ingresos y Gastos para el Ejercicio Fiscal subsiguiente;
- Solicitar la autorización del Consejo Legislativo para salir del espacio geográfico nacional  por más de cinco días;
- Administrar la Hacienda Pública Estadal;
- Decretar créditos adicionales y demás modificaciones al Presupuesto del Estado, previo cumplimiento de los requisitos legales para la aprobación del Consejo Legislativo o su Comisión Delegada;
- Pedir la convocatoria a sesiones extraordinarias del Consejo Legislativo por órgano de su Presidente o Presidenta;
- Concurrir al Consejo Legislativo, a su Comisión Delegada o a sus Comisiones Permanentes o Especiales, para tratar cuestiones relacionadas con la administración del Estado, a requerimiento de dichas instancias parlamentarias o por decisión propia;
- Promulgar y Publicar las Leyes dentro de los lapsos establecidos por esta Constitución;
- Contratar las obras públicas del Estado conforme a la Ley ; emprender su ejecución y velar por la buena inversión de los recursos que a ellas se destinen;
- Vigilar la ejecución de las obras del Estado, para que se ajusten a los costos previstos en la Ley de Presupuesto y demás Leyes concernientes;
- Fomentar los intereses del Estado, particularmente la educación, el turismo, la cultura, el deporte , la asistencia, bienestar y previsión social; la  capacitación técnica, la protección a la infancia y a la tercera edad; el mejoramiento de la calidad de vida de los sectores menos favorecidos  económicamente del campo y de la ciudad; fomentar las vías de comunicación, la industrialización, las oportunidades de empleo el desarrollo de la   producción agrícola, la ganadería, la conservación, defensa y mejoramiento del ambiente y de los recursos naturales y la ordenación del territorio;
- Dotar la provisión de los recursos presupuestarios pertinentes, para que el Ejecutivo Estadal pueda crear, modificar o suspender servicios públicos en  casos de emergencia comprobada, previa aprobación presupuestaria del Consejo Legislativo. De lo contrario el acto administrativo del Ejecutivo Estadal quedará viciado de pleno derecho;
- Hacer los nombramientos para los cuales está facultado;
- Promover la participación de los grupos organizados de la comunidad, de los Pueblos y Comunidades  Indígenas y de sus Organizaciones, de los Municipios   y Parroquias, en la planificación, formulación y ejecución de las decisiones de competencia estadal.
- Defender la autonomía e integridad del Estado;
- Negociar los empréstitos autorizados por el Consejo Legislativo, de acuerdo con las limitaciones y  requisitos  establecidos  por  la  Constitución  de  la  República  Bolivariana  de  Venezuela  y  demás Leyes;
- Dictar, previa autorización del Consejo Legislativo, las medidas que crea conducentes para decidir las controversias que se susciten con otros Estados, siempre que no se refieran a límites;
- Designar y remover al procurador o procuradora general del Estado, previa autorización del Consejo Legislativo, sujeto al cumplimiento de los parámetros establecidos en esta Constitución y en la Ley Estadal de la materia;
- Nombrar y remover a los Secretarios del Ejecutivo, y a los demás empleados y obreros conforme a las leyes;
- Decretar en caso de calamidad pública, el estado de emergencia o alarma de acuerdo a lo previsto en el artículo 194 de esta Constitución, para la reparación de los males causados y para prevenir daños mayores, de lo cual informará inmediatamente a la Contraloría General del Estado y al Consejo Legislativo a los fines de la ejecución presupuestaria respectiva;
- Decretar las medidas que sean necesarias frente a hechos y situaciones que amenacen la paz ciudadana y el orden público y solicitar del Ejecutivo Nacional tomar las decisiones que tales hechos ameriten, de todo lo cual informará debidamente al Consejo Legislativo, dentro de los diez días siguientes a la publicación del Decreto;
- Presidir el Consejo de Planificación y Coordinación de Políticas Públicas;
- Solicitar a la Asamblea Nacional , previa autorización del Consejo Legislativo, la transferencia de competencias exclusivas o concurrentes del Poder Nacional al Poder Estadal y al Poder Municipal, de conformidad con el Artículo 157 de la Constitución de la República Bolivariana de Venezuela;
- Solicitar al Ejecutivo Nacional, la reversión de algún servicio transferido, previa autorización del Consejo Legislativo;
- Solicitar el enjuiciamiento, si hubiere motivo para ello, de los funcionarios públicos y demás empleados de su dependencia;
- Asistir al Pleno del Consejo Federal de Gobierno y ejercer sus atribuciones; así como integrar, de ser electo, la Secretaría de dicho Órgano Federal, y ejercer sus competencias;
- Visitar regularmente los Municipios del Estado informándose de sus necesidades, jerarquizando las prioridades de las mismas previa consulta con sus pobladores, de acuerdo al principio de democracia protagónica y participativa, para proveer a la satisfacción de las mismas según las posibilidades del Erario Estadal, procurando la equidad distributiva de los recursos y el equilibrio interestadal;
- Promover la participación ciudadana y la de los sectores organizados de la comunidad en la iniciativa y control de las decisiones del Estado;
- Iniciar las consultas populares en los casos establecidos en la Constitución de la República Bolivariana de Venezuela, en la presente Constitución y en la Ley Estadal de la materia;
- Decretar el Plan de Ordenación Territorial del Estado, previo conocimiento del Consejo Legislativo;
- Hacer efectivo el compromiso del Estado Amazonas con sus Pueblos y Comunidades Indígenas, desarrollado en la Constitución de la República Bolivariana de Venezuela y esta Constitución;
- Las demás que le atribuyan esta Constitución y las Leyes.

## Gobernadores

### Designados
| Gobernador                   | Período   | Designación                                           |
| ---------------------------- | --------- | ----------------------------------------------------- |
| Bartolomé Tavera Acosta      | 1900-1902 | Cipriano Castro                                       |
| Samuel Darío Maldonado Vivas | 1910-1912 | Juan Vicente Gómez                                    |
| Roberto Pulido               | 1912-1913 | Juan Vicente Gómez                                    |
| Tomás Funes                  | 1913-1921 | Gobierno de facto (respaldado por Juan Vicente Gómez) |
| Rafael Simón Urbina          | 1936-1936 | Eleazar López Contreras                               |
| Julio Yanes Marchán          | 1975-1979 | Carlos Andrés Pérez                                   |
| Luis José González Herrera   | 1979-1981 | Luis Herrera Campíns                                  |
| Armando Sánchez Contreras    | 1981-1984 | Luis Herrera Campíns                                  |
| Rumero Armas Salazar         | 1984      | Jaime Lusinchi                                        |
| Alberto Müller Rojas         | 1984-1988 | Jaime Lusinchi                                        |

### Electos
| N.º  | N.º | Gobernador                | Período     | Partido | Elección | % de votos | Notas |
| ---- | --- | ------------------------- | ----------- | ------- | -------- | ---------- | --- |
|      | 1.  | Edgar Sayago Murillo      | 1992 — 1995 | MAS     | 1992     | 39,08      | Primer gobernador bajo elecciones directas. |
|      | 2.  | José Bernabé Gutiérrez    | 1995 — 2001 | AD      | 1995     | 48,57      | En el año 2000 se realizaron elecciones adelantadas por la aprobación de una nueva constitución. Se realizaron nuevas elecciones en 2001 por haber sido impugnada la elección anterior. |
| 1998 | 2.  | José Bernabé Gutiérrez    | 1995 — 2001 | AD      | 55,17    |            | En el año 2000 se realizaron elecciones adelantadas por la aprobación de una nueva constitución. Se realizaron nuevas elecciones en 2001 por haber sido impugnada la elección anterior. |
| 2000 | 2.  | José Bernabé Gutiérrez    | 1995 — 2001 | AD      | 43,68    |            | En el año 2000 se realizaron elecciones adelantadas por la aprobación de una nueva constitución. Se realizaron nuevas elecciones en 2001 por haber sido impugnada la elección anterior. |
|      | 3.  | Liborio Guarulla          | 2001 — 2017 | PPT     | 2001     | 40,47      | Elegido en elecciones anticipadas por impugnación de las elecciones del 2000. Elecciones anticipadas en 2010 para realizarlas en todos los Estados.                                     |
| 2005 | 3.  | Liborio Guarulla          | 2001 — 2017 | PPT     | 40,00    |            | Elegido en elecciones anticipadas por impugnación de las elecciones del 2000. Elecciones anticipadas en 2010 para realizarlas en todos los Estados.                                     |
| 2010 | 3.  | Liborio Guarulla          | 2001 — 2017 | PPT     | 51,12    |            | Elegido en elecciones anticipadas por impugnación de las elecciones del 2000. Elecciones anticipadas en 2010 para realizarlas en todos los Estados.                                     |
|      | 3.  | Liborio Guarulla          | 2001 — 2017 | MPV     | 2012     | 55,02      | Elegido en elecciones anticipadas por impugnación de las elecciones del 2000. Elecciones anticipadas en 2010 para realizarlas en todos los Estados.                                     |
|      | 4.  | Miguel Leonardo Rodríguez | 2017 - 2025 | PSUV    | 2017     | 60,09      | Actual Gobernador. |
|      | 5.  | Miguel Leonardo Rodríguez | 2025 - 2029 | PSUV    | 2017     | 76,03      | Reelecto |